# Одержимая (фильм, 1981)
«Одержимая» (англ. Possession, встречаются также варианты перевода «Одержимая бесом» и «Одержимость», дословный перевод — «Обладание») — психологический драматический фильм ужасов, снятый в 1981 году режиссёром Анджеем Жулавским с французскими кинематографистами. Это единственный англоязычный фильм Жулавского. Сценарий написан режиссёром (при участии Фредерика Тютена) в период болезненного развода Жулавского с актрисой Малгожатой Браунек. Фильм не имел коммерческого успеха ни в Европе, ни в США, где вышел в сокращённом на треть варианте, но со временем приобрёл культовый статус.

## Сюжет
Действие происходит в Западном Берлине под сенью Берлинской стены. Семейная пара, Анна (Изабель Аджани) и Марк (Сэм Нилл), воспитывает десятилетнего сына Боба. Работа Марка на спецслужбы связана с частыми командировками. Вернувшись домой после долгого отсутствия, он сталкивается с тем, что жена сначала холодно принимает его, а затем сообщает о намерении развестись, отказываясь говорить о причине. Марк переезжает в гостиницу, где на несколько дней впадает в тяжёлую депрессию. Вернувшись в квартиру, он обнаруживает, что поведение Анны стало ещё более странным — она хаотически перекладывает вещи, на любые попытки наладить диалог отвечает истерикой, практически не появляется дома, оставляя Боба одного.
Пытаясь выйти на след любовника Анны, Марк находит в квартире открытку от некоего Хайнриха. Марк идёт к нему домой, намереваясь выяснить отношения. Хайнрих подтверждает, что был любовником Анны до недавнего времени, пока она, по видимому, не ушла к другому, ничего ему не сказав. Марк провожает Боба в школу и знакомится с Хелен, школьной учительницей, практически точной копией Анны (её тоже играет Изабель Аджани), только с зелёными глазами и спокойным, мягким характером.
Чтобы выяснить адрес настоящего любовника, Марк обращается в детективное агентство. Первый детектив (Карл Дюринг) устанавливает слежку за Анной — та заходит в заброшенный дом неподалёку от Берлинской стены. Перед тем, как зайти в него, детектив сообщает по телефону адрес Марку. Представившись чиновником, он проходит в квартиру. В ванной он обнаруживает странное существо, но не успевает разглядеть его, так как Анна убивает его стеклом разбитой бутылки. Циммерман, возглавляющий агентство, озадачен внезапным исчезновением своего сотрудника, берёт у Марка адрес, заходит в квартиру, где обнаруживает монстра и труп детектива. Анна убивает и его.
Во время отсутствия Анны Марк начинает отношения с Хелен. Она остаётся на ночь, но после того, как Боб, проснувшийся от ночного кошмара, начинает звать маму, Хелен извиняется и уходит. Анна ненадолго возвращается домой. Она по-прежнему ведёт себя эксцентрично, но соглашается поговорить с Марком. Она рассказывает ему о выкидыше, который мог послужить причиной нервного срыва, и вспоминает сильный припадок, застигший её в подземном переходе — после долгих и мучительных конвульсий она истекала кровью и слизью. Она снова уходит из дома, и Марк звонит Хайнриху, сообщая ему адрес заброшенного дома. Хайнрих приезжает к Анне и пытается заняться с ней сексом, но обнаруживает скрывающегося в спальне монстра. Анна демонстрирует Хайнриху человеческие останки, которые она хранит в холодильнике, и нападает на Хайнриха с ножом. Раненый Хайнрих успевает убежать из квартиры, звонит Марку, описывает увиденное и просит приехать и забрать его. Марк встречает его в баре неподалёку и убивает Хайнриха, инсценировав смерть от передозировки наркотика. Затем направляется в квартиру. Анну и монстра Марк не застаёт, но обнаруживает содержимое холодильника. Перед выходом из квартиры он устраивает взрыв бытового газа и уезжает на мотоцикле Хайнриха. По возвращении в свою квартиру Марк обнаруживает рядом с домом Маргит, подругу Анны, с перерезанным горлом. Он заносит труп в квартиру. Анна встречает Марка спокойно, без прежней враждебности и истерики, готовит ему ужин и занимается с ним сексом на кухонном полу. Их застаёт Боб и Анна снова уходит. Марк просит её поехать в дом Маргит, пока он избавляется от трупа. Ночью он застаёт Анну и монстра во время занятия сексом — монстр приобрёл антропоморфные черты.
На следующее утро Марк встречает своих работодателей из спецслужб. Ему предлагают вернуться к работе, но он отказывается. Приехав к дому Маргит, Марк обнаруживает, что дом окружён полицией и людьми в штатском. Он устраивает возле дома автоаварию, пытаясь их отвлечь, получает огнестрельное ранение, успевает уехать на мотоцикле, но через некоторое время падает, не справившись с управлением. Истекающий кровью Марк заходит в дом, поднимается по винтовой лестнице, где его настигает Анна вместе с монстром, окончательно превратившимся в двойника Марка. Подоспевшие агенты открывают автоматный огонь, смертельно раненные Марк и Анна остаются на лестнице, двойник Марка убегает от преследования через крышу.
Вечером того же дня Хелен, присматривающая за Бобом, слышит звонок в дверь. Боб умоляет её не открывать, но Хелен не слушает его. Под звуки сирен, взрывов и шум пролетающих самолётов она открывает дверь и впускает двойника Марка.

## В ролях
| Актёр             | Роль          |
| ----------------- | ------------- |
| Изабель Аджани    | Анна / Хелен  |
| Сэм Нилл          | Марк          |
| Хайнц Беннент     | Хайнрих       |
| Йоханна Хофер     | мать Хайнриха |
| Карл Дюринг       | детектив      |
| Шон Лоутон        | Циммерман     |
| Маргит Карстенсен | Маргит        |

## Работа над фильмом
Жулавский работал над сценарием фильма, находясь в состоянии глубокой депрессии. В 1976 году он развёлся с актрисой Малгожатой Браунек. Жулавский вспоминал, как однажды вернулся домой поздно вечером и застал своего пятилетнего сына Ксаверия одного в квартире, перемазанного вареньем, жена оставила его одного на несколько часов — эта сцена получила прямое отражение в «Одержимой». Через полтора года, после приостановки работы над картиной «На серебряной планете», режиссёр столкнулся с фактическим запретом на профессию и вынужден был покинуть Польшу. В эмиграции его первое время не оставляли суицидальные мысли, от которых он смог избавиться, погрузившись в работу над новым фильмом.
На роль Анны режиссёр Анджей Жулавский и продюсер фильма Мари-Лор Рейр сразу выбрали Изабель Аджани. К этому времени Аджани уже приобрела звёздный статус, но у продюсера были основания рассчитывать на то, что она примет предложение. После неудачной попытки начать карьеру в Голливуде (вышедший на экраны в 1978 «Водитель» Уолтера Хилла провалился в прокате) Аджани решила вернуться к европейскому кино. Она снялась в «Носферату», но повторить былой успех фильма «История Адели Г.», за роль в котором она номинировалась на «Оскар», пока не удавалось. Тем не менее агент Аджани отклонил предложение, и создатели фильма выбрали следующую кандидатуру — Джуди Дэвис, работа которой в фильме «Моя блестящая карьера» впечатлила Жулавского. На роль Марка был выбран малоизвестный на тот момент Сэм Нилл, партнёр Джуди Дэвис по тому же фильму. Дэвис взяла большую паузу, в итоге Изабель Аджани передумала и приняла предложение.
Роль тяжело далась Изабель Аджани. В одном из интервью она заявила, что ей понадобилось несколько лет, чтобы прийти в себя после актёрской работы, которую Дж. Хоберман назвал «подлинной арией истерики». Поведение её героини журнал Time Out сравнил с поступками «неизлечимо больных бешенством».
Анджей Жулавский о съёмке знаменитой сцены с припадком Анны в переходе метро:

«Дублей было два. Эта сцена снималась в пять утра, когда метро не работает. Я знал, что ей (Изабель Аджани) это стоит больших усилий, и эмоциональных и физических, потому что там было достаточно холодно. Немыслимо было повторять эту сцену без конца. Большая часть того, что осталось на экране — это первый дубль. Второй дубль был сделан для подстраховки, так принято при съёмке сложных сцен, например, на тот случай, если лаборатория испортит материал».

Для создания монстра Жулавский пригласил Карло Рамбальди, знаменитого итальянского мастера спецэффектов, создателя аниматронной головы Чужого.

## Премьера и прокат
На премьере в Каннах фильм был встречен с интересом, Изабель Аджани получила приз за лучшую женскую роль.
В Великобритании фильм был включён в список «недостойных видеофильмов» и фактически был запрещён к дистрибуции. На американские экраны он вышел в сильно урезанном виде в канун Хэллоуина 1983 года, потеряв больше трети хронометража — дистрибьютор превратил «Одержимую» в эксцентричный боди-хоррор, практически полностью изъяв основную тему мучительного распада брака. Этот вариант вызвал насмешки американской прессы как образчик дешёвого гран-гиньоля и не имел никакого успеха у публики.
Со временем фильм был переоценен в лучшую сторону. По состоянию на 2017 год рейтинг фильма на агрегаторе Rotten Tomatoes составляет 85 % со средней оценкой 7,5 балла по 10-балльной шкале. Когда он вышел на DVD, журнал Sight & Sound охарактеризовал работу Жулавского как «одно из самых ярких, прочувствованных нутром изображений распада отношений в истории кино».

## Критика и жанровая идентификация
Пытаясь классифицировать «Одержимую», критики проводили параллель с «Отвращением» Поланского и «Выводком» Кроненберга. Жанровая природа фильма до сих пор вызывает споры. Как отмечает Хоберман:

«Одержимая» начинается как необычайно жесткая история развода, затем — не без рвотного рефлекса — выворачивает на психологический распад личности в духе «Отвращения», после чего следует возгонка в залитый кровью авангардный хоррор семидесятых («Голова-ластик», «Выводок»), заканчивается же всё в царстве дешёвой метафизики типа «Я вышла замуж за монстра из космоса».
Ряд критиков отказывает монстру со щупальцами в физической реальности — он может быть отражением психоза Анны, порождением воспалённого сознания Марка, не способного принять измену жены, или своеобразной местью травмированного собственным разводом режиссёра своей бывшей жене.
Многие пишущие о фильме обращают внимание на пропущенный через него мотив двойничества. Оба супруга уходят из жизни, но их заменяют двойники, идеальные модели мужа и жены. Анна «выращивает» из монстра двойника Марка, неутомимого любовника, который всегда находится рядом с ней. Реальный Марк находит копию Анны в лице школьной учительницы Хелены — у неё мягкий характер, она ничего не требует от Марка, являясь идеальной домохозяйкой.

### Социополитический контекст

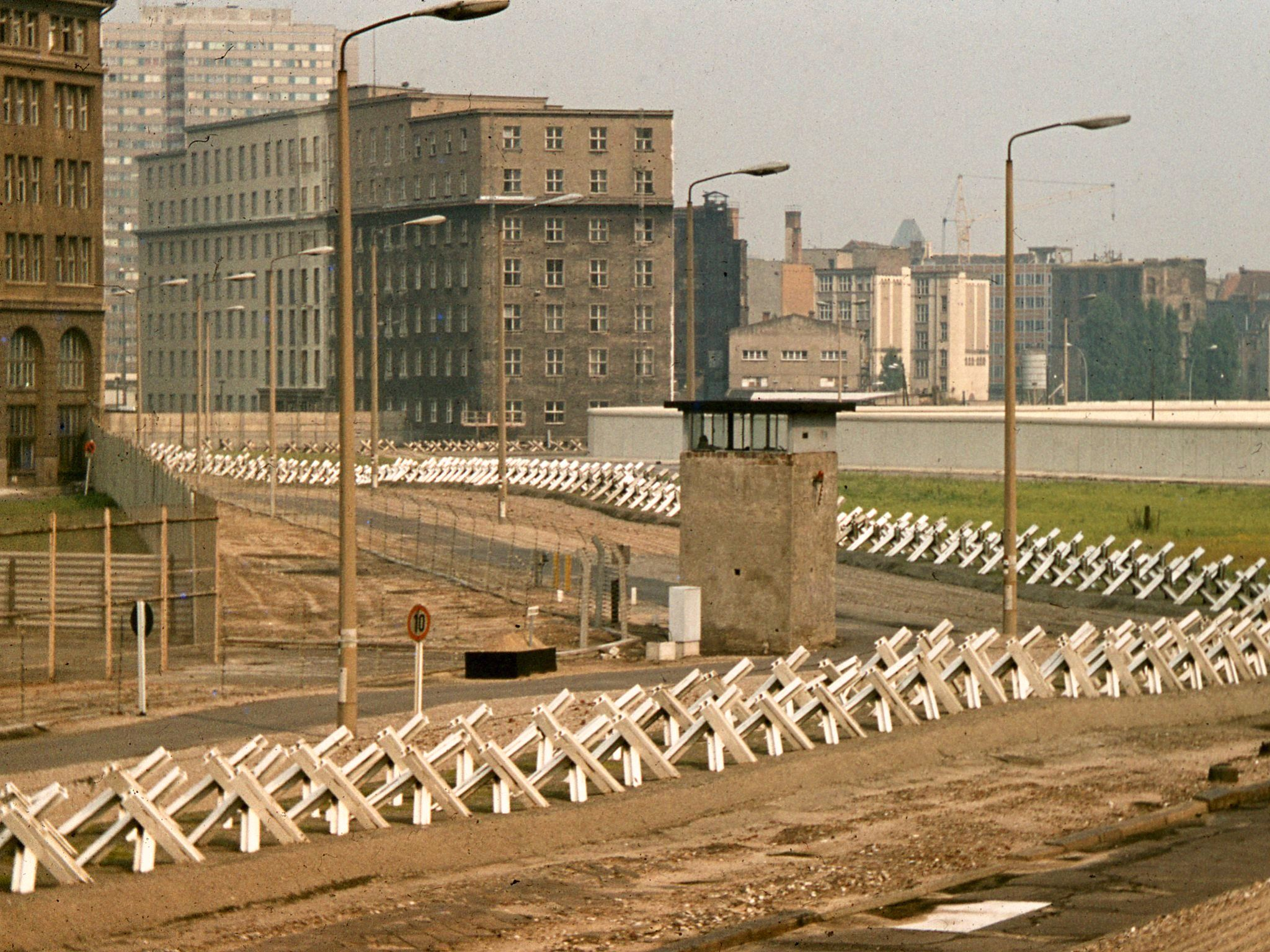
Берлинская стена в 1977 году.

Фильм снят в разделённом Стеной Берлине. Анджей Жулавский утверждал, что намеренно выбрал Берлин как точку, наименее удалённую от Польши и других стран европейского соцлагеря. Как и в случае с «Дьяволом», режиссёр поместил под слоем экспрессивного хоррора политический подтекст. Сюжет «Одержимой» не сводится к автобиографическому описанию тяжёлого разрыва семейных отношений — Жулавский пережил в это время ещё и окончательный разрыв с Польшей. Два дома в фильме — современный, в котором расположена квартира Марка и Анны, и старинный заброшенный дом в Кройцберге, где Анна прячет кальмароподобного монстра — расположены рядом со Стеной. Фильм содержит элементы шпионского триллера. Марк, агент спецслужб, оставляет работу ради семьи. Анна оставляет семью, чтобы стать «агентом тёмных сил». Противостояние заканчивается для обоих смертью, и в последних кадрах фильма содержится прямой намёк (звуки сирен и грохот взрывов) на начавшийся в разделённом надвое городе вооружённый конфликт, который может закончиться ядерным апокалипсисом.
Андрей Тарковский:

Смотрел чудовищно омерзительный фильм «Одержимая». Американская смесь фильма ужасов, дьявольщины, насилия, детектива и всего, чего угодно. Отвратительно. Деньги, деньги, деньги, деньги… Ничего настоящего, истинного. Ни красоты, ни правды, ни искренности, ничего. Лишь бы заработать… На это невозможно смотреть… Можно все, позволительно все, если за это «все» платят деньги..

## Награды и номинации
| Год  | Фестиваль                               | Категория / Награда                   | Номинанты        | Результат |
| ---- | --------------------------------------- | ------------------------------------- | ---------------- | --------- |
| 1981 | Международный Кинофестиваль в Сан-Паулу | Приз кинокритиков                     | Анджей Жулавский | Победа    |
| 1981 | Каннский кинофестиваль                  | Приз за лучшую женскую роль           | Изабель Аджани   | Победа    |
| 1981 | Каннский кинофестиваль                  | Золотая пальмовая ветвь               | «Одержимая»      | Номинация |
| 1982 | Кинопремия «Сезар»                      | Премия «Сезар» за лучшую женскую роль | Изабель Аджани   | Победа    |
| 1983 | Кинофестиваль «Фантаспорту»             | Специальный приз зрительского жюри    | Анджей Жулавский | Победа    |
| 1983 | Кинофестиваль «Фантаспорту»             | Премия за лучшую женскую роль         | Изабель Аджани   | Победа    |